# Polityka narkotykowa

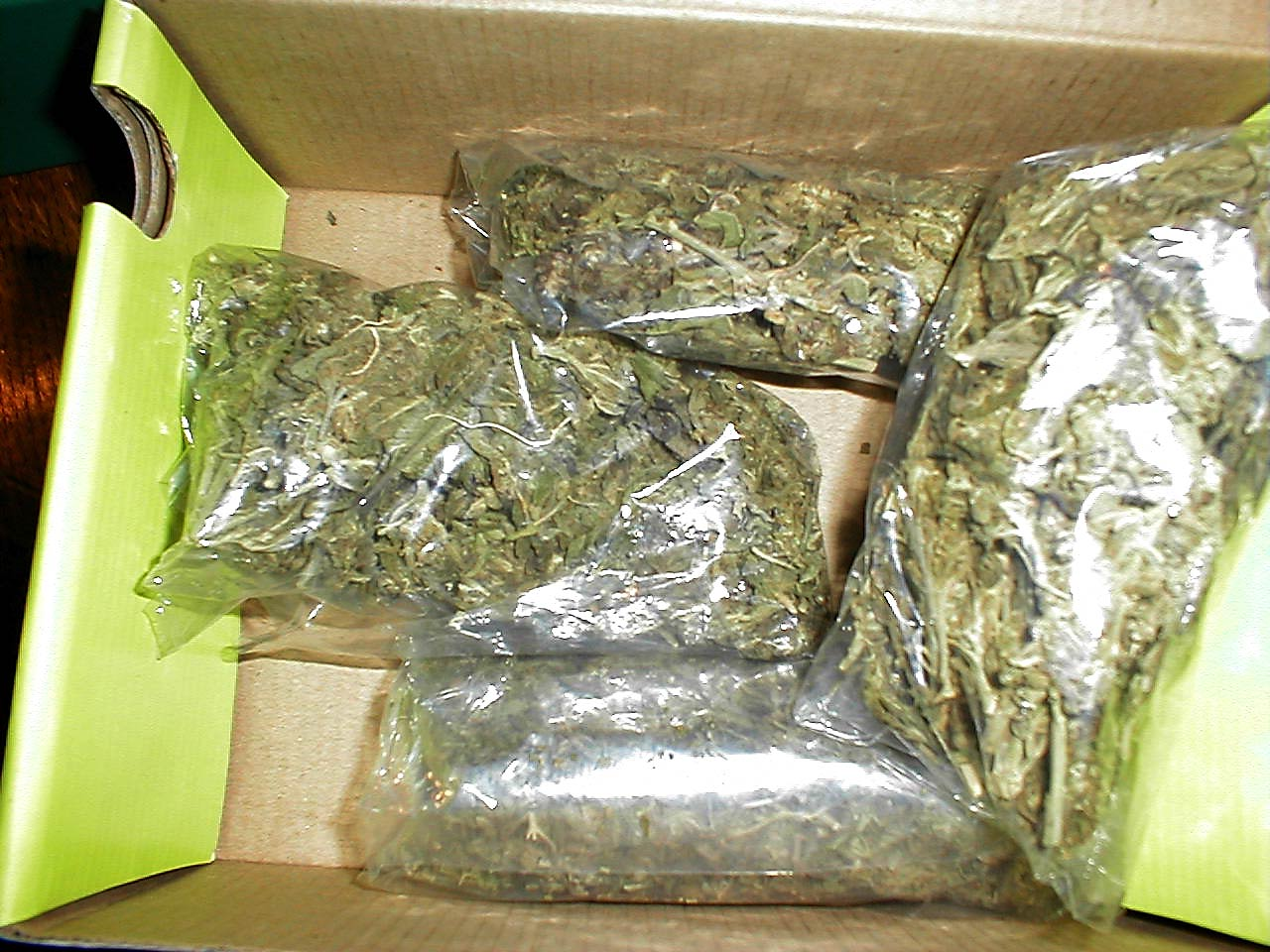
113g marihuany

Polityka narkotykowa – ogół działań i regulacji ze strony państwa mających wpływać na spożycie narkotyków w społeczeństwie i jego negatywne skutki. Może w różnym stopniu opierać się na działaniach policyjnych, edukacyjnych lub związanych z redukcją szkód.

## Status prawny narkotyków
Status prawny wielu substancji psychotropowych jest określany przez liczne traktaty międzynarodowe, takich jak Konwencja o substancjach psychotropowych ONZ z 1971 roku.

### Holandia
Polityka narkotykowa Holandii opiera się na założeniu, że narkotyki stanowią problem zdrowotny, nie kryminalny, a także na rozróżnieniu między narkotykami miękkimi i twardymi. Handel narkotykami miękkimi (marihuana, haszysz) w wyznaczonych miejscach jest tolerowany. W przypadku posiadania 5-500g miękkich narkotyków są to kary pieniężne oraz prace społeczne. Powyżej 500g kara pozbawienia wolności.

### Polska
Ustawa z 1923 wprowadzała karalność wytwarzania, przerabiania, wywozu, przywozu, przechowywania czy wprowadzania do obrotu szeregu wymienionych w niej środków odurzających, upoważniając Ministra Zdrowia do rozszerzenia ich listy w razie potrzeby. Grożącą karą było pozbawienie wolności do lat 5 i grzywna lub jedna z tych kar. Kodeks karny (1932)  w art. 244 za udzielenie innej osobie bez upoważnienia trucizny odurzającej groził pozbawieniem wolności do lat 5. 
W PRL zjawisko narkomanii przez długi czas było ignorowane przez władzę jako problem nękający wyłącznie kraje kapitalistyczne. Dopiero w latach 80. zaczęło być traktowane jako poważny problem społeczny (m.in. w celu podkreślenia błędów polityki rządu Gierka, do czego dążyła nowa ekipa) i pojawiło się w debacie publicznej, czego rezultatem było uchwalenie 31 stycznia 1985 roku pierwszej w Polsce ustawy o przeciwdziałaniu narkomanii. Przyjęto w niej profilaktyczno-leczniczy model zapobiegania narkomanii, nie kryminalizując np. posiadania substancji kontrolowanych. Za udzielanie, nakłanianie lub ułatwianie zażycia w celu korzyści majątkowej lub osobistej ustawa groziła pozbawieniem wolności do lat 10 (art. 32).
Przemiany w Polsce lat 90. wpłynęły także na charakter sceny narkotykowej, doprowadzając do uchwalenia 24 kwietnia 1997 roku nowej ustawy o przeciwdziałaniu narkomanii. Oprócz innych zmian (zaostrzenie odpowiedzialności w razie udzielenia środków osobie małoletniej w art. 46), regulowała ona kwestię leczenia substytucyjnego, a także kryminalizowała posiadanie substancji kontrolowanych, z wyjątkiem nieznacznych ilości przeznaczonych na własny użytek. Ten wyjątek dotyczący niewielkich ilości nie znalazł się w kolejnej wersji ustawy z października 2000 roku. Ocena skutków kryminalizacji posiadania narkotyków na własny użytek jest przedmiotem debaty publicznej.
Obecnie obowiązująca ustawa o przeciwdziałaniu narkomanii pochodzi z roku 2005, w art. 59 utrzymuje ona zaostrzoną odpowiedzialność za udzielanie środków odurzających osobie małoletniej.
W 2010 roku wprowadzono do ustawy pojęcie środków zastępczych, przez wielu prawników krytykowane jako mało precyzyjne, w celu walki z tzw. dopalaczami.
W nowelizacji ustawy z 2011 roku wprowadzono przepis o możliwości umorzenia postępowania przez prokuraturę w przypadku posiadania niewielkich ilości narkotyku na własny użytek, jednak nie jest ono w żadnym wypadku obligatoryjne. Nałożyła ona także na prokuraturę obowiązek zbierania informacji na temat uzależnienia podejrzanego. Nowelizację tę pozytywnie oceniła w swoim raporcie w 2014 roku Helsińska Fundacja Praw Człowieka.

### Portugalia
W 2001 roku Portugalia zdekryminalizowała posiadanie wszystkich narkotyków na własny użytek. Produkcja i handel są wciąż karane.

### Stany Zjednoczone
Polityka narkotykowa w USA opiera się głównie na idei wojny z narkotykami, zapoczątkowanej przez Richarda Nixona. O statusie prawnym substancji psychoaktywnych decyduje rząd federalny. Szczegółowe przepisy dotyczące kar za posiadanie nielegalnych subtancji oraz redukcji szkód różnią się między poszczególnymi stanami. USA prowadzą swoją politykę narkotykową także poza granicami własnego kraju, interweniując w krajach, w których narkotyki są produkowane.

## Krytyka
W listopadzie 2011 roku w otwartym liście dwadzieścia światowych osobistości zaapelowało o szersze spojrzenie na sprawę narkotyków i depenalizację, leczenie oraz profilaktykę zamiast kryminalizacji. „Wizja świata wolnego od narkotyków, z tak wielkim przekonaniem nakreślona przez osoby wspierające wojnę z narkotykami, nigdy nie była bardziej odległa. Musimy poważnie rozważyć wycofanie środków wykorzystywanych obecnie dla kryminalizowania dziesiątków milionów ludzi i przeznaczenie ich na politykę redukcji szkód. To jedno z kluczowych wyzwań naszych czasów” – te słowa zawierała petycja, pod którą podpisali się m.in. Lech Wałęsa oraz Wisława Szymborska.
Polską politykę narkotykową jako represyjną krytykowali niektórzy przedstawiciele środowiska akademickiego, m.in. Marek Balicki, Jerzy Vetulani i Krzysztof Krajewski. Zwracali oni uwagę na negatywne skutki ścigania indywidualnych użytkowników środków psychoaktywnych, wszczynania wobec nich postępowań karnych, umieszczania w zakładach karnych oraz związanych z tym konsekwencji (m.in. brak możliwości podjęcia pracy w zawodzie nauczyciela, sędziego, stygmatyzacja społeczna), niebezpieczeństwa związane ze stosowaniem substancji nabytych nielegalnie na czarnym rynku (możliwe zanieczyszczenie substancji, brak kontroli produkcji). Zauważali, że w krajach, w których zalegalizowano marihuanę, nie zaobserwowano ani znaczącego spadku ani wzrostu jej użycia, co według nich obala argument, że legalizacja marihuany prowadzi do zwiększenia skali jej konsumpcji. Zauważali, że na rynku legalnie dostępny jest m.in. alkohol, określany często jako twardy narkotyk. Sugerowali możliwość liberalizacji prawa narkotykowego poprzez np. depenalizację marihuany (Krajewski) lub jej legalizację i uregulowanie przez państwo sprzedaży dla pełnoletnich użytkowników wraz z nałożeniem akcyzy (Vetulani).
W 2008 roku została powołana Polska Sieć Polityki Narkotykowej (PSPN), inicjatywa obywatelska tworzona przez grupę specjalistów, w tym terapeutów, lekarzy, prawników, pracowników Służby Więziennej, pracowników socjalnych, pedagogów i przedstawicieli organizacji pozarządowych pracujących z osobami uzależnionymi oraz używającymi substancji psychoaktywnych. Od 2014 roku PSPN działa jako fundacja i skupia swoją pracę wokół profilaktyki uzależnień, działalności szkoleniowej, poradnictwa prawnego i socjalnego oraz działalności resocjalizacyjnej w aresztach śledczych. Fundacja prowadzi także działania z „zakresu redukcji szkód oraz racjonalnych polityk narkotykowych na szczeblu miejskim, krajowym oraz międzynarodowym”. Określa swoją misję jako „inicjowanie i wspieranie działań mających na celu zmianę w podejściu do problemu narkotyków, zarówno w polskim prawie jak i w świadomości społecznej”, oraz „przeciwdziałanie stygmatyzacji i dyskryminacji osób używających narkotyki, osób sięgających po nie z powodu uzależnienia, jak i okazjonalnie”.